# ترشگیبان
ترشگیبان در سمت جنوب شش کیلومتری جادهٔ گیلان غرب به قصرشیرین و در دهستان حومه قرار دارد. فاصلهٔ روستا از جادهٔ اصلی کمتر از یک کیلومتر راه آسفالته و تا مرکز شهر حدود شش کیلومتر است. نام روستا از دو جز ترشگی و بان تشکیل شده‌است. از جمله آثار باستانی روستا می‌توان به وجود تپه ی چیاولگه که مربوط به دوره‌ی اشکانیان و در یک کیلومتری شرق روستا وجود دارد اشاره کرد. این اثر تاریخی نزدیک‌ به جاده ی ارتباطی گیلانغرب به قصرشیرین قرار گرفته است.

## نام
ترشگیبان به معنای محل رویش گیاه ترشگ است. ترشگی یا ترشگ نوعی گیاه خوش‌خوراک مخصوص تعلیف دام‌ها است. عشایر سابق از آن برای علوفه دادن بره‌ها و بزغاله استفاده می‌کردند. در سابق که زمین‌های بایر بیشتر بوده، بوته‌های انبوه ترشگ سطح گسترده‌ای را پوشانده بودند که اکنون سطح آن بسیار کاهش یافته‌است.

## زبان و طوایف
تکلم در روستا به گویش کوردی کلهری بوده و ساکنین آن از ایل کلهر و طوایف سیدیل، قمر، علیرضاوندی گیلانی، قلی وند و بعضی تیره‌های دیگر می‌باشند.